# Elecciones generales de Suecia de 1944

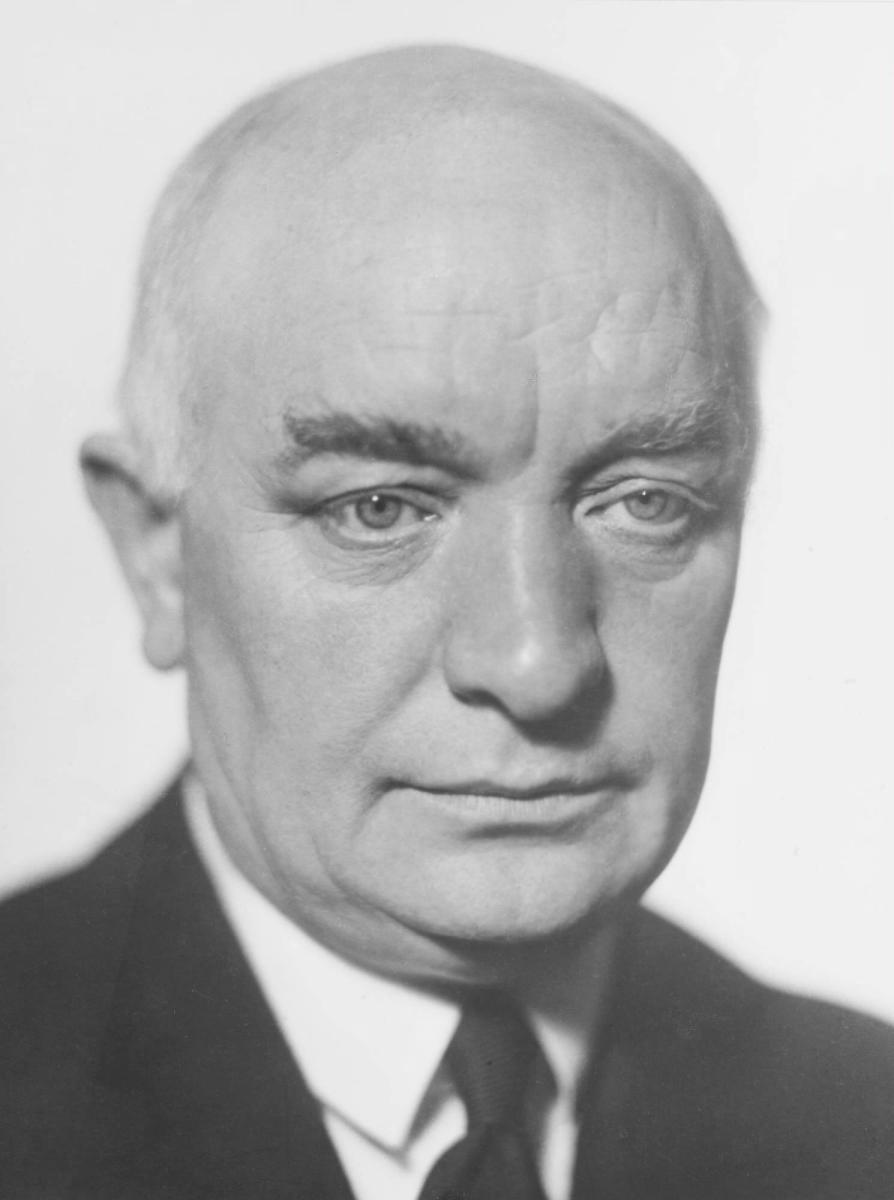
Per Albin Hansson (1885-1946), primer ministro 1932-1936 y 1936-1946, retrato 1935 del fotógrafo Jan de Meyere (1879-1950), donado en 1973 por la Asociación Fotográfica Sueca (RSF)/Sveriges Fotoklubbar a la colección del Moderna Museet.

Las elecciones generales de Suecia fueron realizadas el 17 de septiembre de 1944. El Partido Socialdemócrata Sueco se consolidó como el partido más gran del país, obteniendo 115 de los 230 escaños en la Segunda Cámara del Riksdag.

## Resultados
| Partido                          | Votos     | %    | Escaños | +/–   |
| -------------------------------- | --------- | ---- | ------- | ----- |
| Partido Socialdemócrata Sueco    | 1.436.571 | 46.6 | 115     | –19   |
| Partido de la Coalición Moderada | 488.921   | 15.8 | 39      | –3    |
| Partido del Centro               | 421.094   | 13.6 | 35      | +7    |
| Partido Popular Liberal          | 398.293   | 12.9 | 26      | +3    |
| Partido de la Izquierda          | 318.466   | 10.3 | 15      | +12   |
| Partido Socialista de Suecia     | 5.279     | 0.2  | 0       | 0     |
| Unidad Socialista Sueca          | 4.204     | 0.1  | 0       | Nuevo |
| Liga Nacional de Suecia          | 3.819     | 0.1  | 0       | Nuevo |
| Otros partidos                   | 9.657     | 0.3  | 0       | 0     |
| Votos en blanco/nulos            | 12.799    | –    | –       | –     |
| Total                            | 3.099.103 | 100  | 230     | 0     |
| Participación electoral          | 4.310.241 | 71.9 | –       | –     |
| Fuente: Nohlen & Stöver          |           |      |         |       |